# 河合航
河合 航（かわい わたる、1987年6月30日 - ）は、日本のラグビー選手。

## プロフィール
- 埼玉県出身[1]。
- 現役時代のポジションはセンター(CTB)。
- 身長 175cm、体重 90kg
- ニックネームはわたる。

## 来歴
ラグビーを始めたきっかけは不器用でもできるスポーツだったから。
國學院栃木高校、帝京大学を経て、2011年、豊田自動織機シャトルズ(現・豊田自動織機シャトルズ愛知)に加入。同年9月17日に行われたトップウェストA第1節の大阪府警察戦に先発出場で公式戦初出場を果たす。 
2012年、豊田自動織機シャトルズのBKリーダーに就任した。
2022年、現役を引退した。
2023年、クリーンファイターズ山梨で現役復帰。